# Daniel Constantin (funzionario)
Daniel Auguste Constantin (Thonon-les-Bains, 8 settembre 1940) è un funzionario francese.
Constantin è stato prefetto di Riunione dal 1989 al 1991 e alto-commissario della Nuova Caledonia dal 31 luglio 2002 al settembre 2005.